# Вакун Байо
Вакун Байо (фр. Vakoun Issouf Bayo, нар. 10 січня 1997, Далоа) — івуарійський футболіст, нападник англійського «Вотфорда».

## Клубна кар'єра
Народився 10 січня 1997 року в місті Далоа. Вихованець футбольної школи клубу «Стад Абіджан».
У дорослому футболі дебютував 2015 року виступами за команду «Етюаль дю Сахель», в якій провів три сезони, після чого протягом 2018—2019 років грав у Словаччині за «ДАК 1904».
У січні 2019 року за 2,2 мільйони євро став гравцем шотландського «Селтіка». За півтора року, протягом яких команда здобула низку національних трофеїв, зокрема два титули чемпіона Шотландії, так і не пробився до її основного складу.
Сезон 2020/21 відіграв у Франції, на умовах оренди захищаюючи кольори «Тулузи», а в липні 2021 року перейшов до «Гента».

## Виступи за збірні
2014 року залучався до складу молодіжної збірної Кот-д'Івуару. На молодіжному рівні зіграв у 4 офіційних матчах, забив 1 гол.
У жовтні 2018 року провів свої перші два матчі у складі національної збірної Кот-д'Івуару.
2021 року у складі олімпійської збірної Кот-д'Івуару був учасником Олімпійських ігор-2020 у Токіо, в матчах на яких, утім, на поле не виходив.
| Дата       | Місто | Господарі                        | Результат | Гості                            | Турнір                                  | Голи | Примітки |
| ---------- | ----- | -------------------------------- | --------- | -------------------------------- | --------------------------------------- | ---- | -------- |
| 12-10-2018 | Буаке | Кот-д'Івуар                      | 4 – 0     | Центральноафриканська Республіка | Відбір до Кубка африканських націй 2019 | -    | 82'      |
| 16-10-2018 | Бангі | Центральноафриканська Республіка | 0 – 0     | Кот-д'Івуар                      | Відбір до Кубка африканських націй 2019 | -    | 83'      |
| Усього     |       | Матчів                           | 2         |                                  | Голів                                   | 0    |          |

## Титули і досягнення
- Чемпіон Шотландії (2):

«Селтік»: 2018-2019, 2019-2020
- Володар Кубка Шотландії (1):

«Селтік»: 2018-2019
- Володар Кубка шотландської ліги (1):

«Селтік»: 2019-2020